# Neu St. Gordianus und Epimachus (Dietersheim)

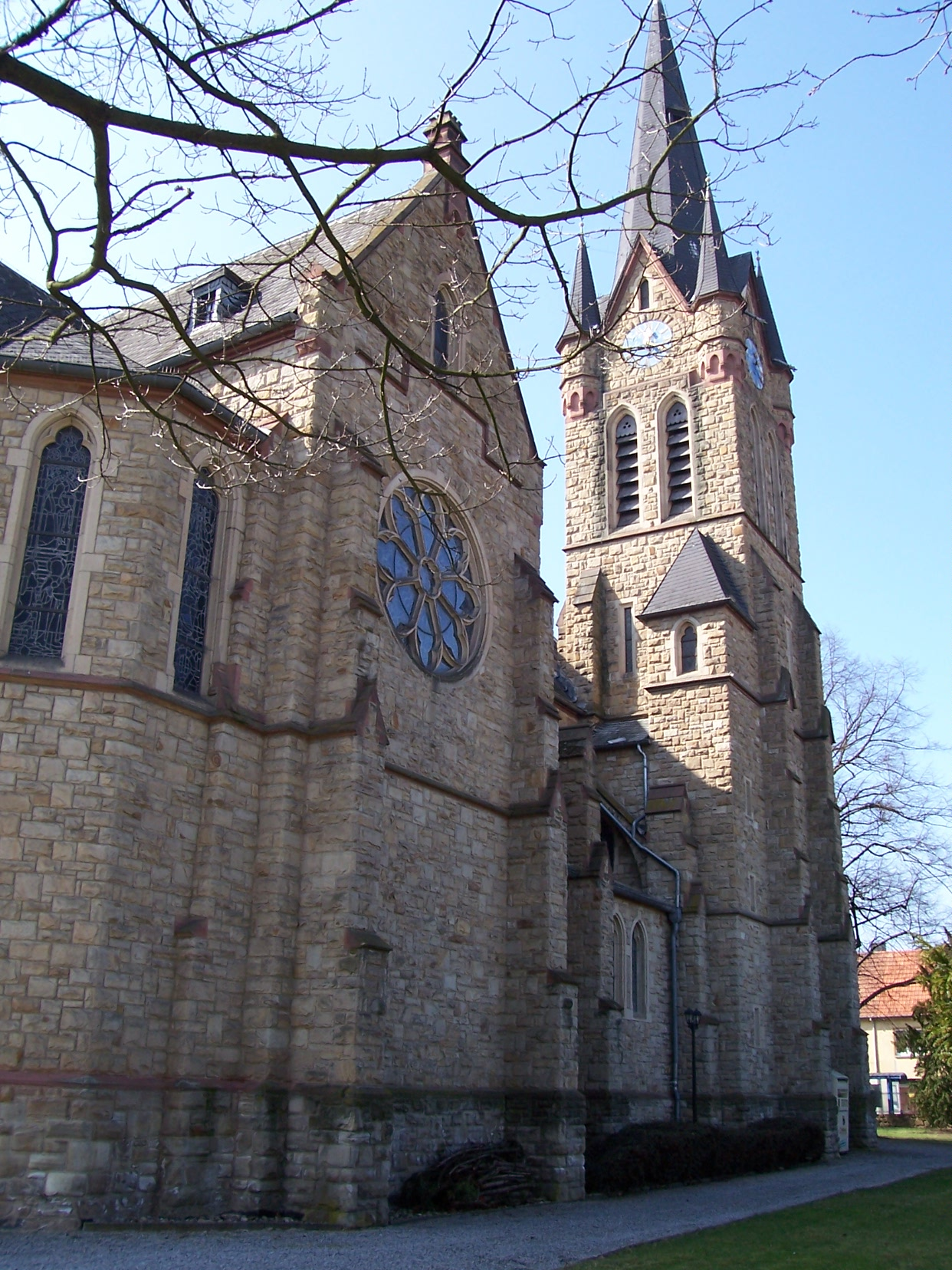
St. Gordianus und Epimachus Nordostansicht

Die Neue St.-Gordianus-und-Epimachus-Kirche ist eine römisch-katholische Filialkirche im Stadtteil Dietersheim der rheinhessischen Stadt Bingen am Rhein. Sie wurde 1910–1912 nach Plänen des Mainzer Architekten Johann Adam Rüppel für die größer gewordene Pfarrgemeinde erbaut. Das Patrozinium der Märtyrer Gordianus und Epimachus nimmt die Geschichte der älteren Kirche St. Gordianus und Epimachus auf.

## Geschichte
Die ältere Kirche aus den 1660er Jahren konnte maximal 175 Gläubigen Sitz- bzw. Knieplätze bieten. Sie wurde 1837 vom Großherzoglich Hessischen Kreisamt in Mainz als baufällig erklärt. 1884 war die Gemeinde auf etwa 360 Christen angewachsen. Daher wurde ein Kirchbauausschuss gegründet, um Spenden für einen Neubau einzuwerben.
1892 wurde klar, dass dieses Projekt nicht vollständig aus eigener Finanzkraft zu bewältigen war. Das bischöfliche Ordinariat unterstützte daher mit einer Diözesankollekte die Dietersheimer Bemühungen. Der erste Spatenstich erfolgte am 14. September 1910, die Grundsteinlegung fand am 19. März 1911 unter Pfarrer Peter Barber statt, die Weihe des Neubaus erfolgte am 23. September 1912 durch Bischof Georg Heinrich Maria Kirstein. Aufgrund der knappen Finanzmittel konnte die Kirche nicht in höchster Qualität ausgeführt werden. Bereits im Jahr 1929 wurden Sicherungsarbeiten an der Kirche notwendig und das Kirchendach wurde neu aufgestützt. 1936 wurde der Kirchturm umgedeckt.  Am 12. Mai 1938 besichtigte Baurat Rudolph vom Hessischen Hochbauamt Bingen neue Gebäudeschäden. Das Bauamt drohte mit Schließung der Kirche, wenn nicht sofort die nötigsten Sicherheitsmaßnahmen getroffen würden. Mittels Kontrollmarken wurde die Bewegung des Gebäudes analysiert. Nachdem 1939 noch Domkapitular Joseph Schneider und Dombaumeister Bayer hinzugezogen wurden, beauftragte man den Mainzer Bauingenieur Fritz Grebner mit einer statischen Prüfung des Kirchengebäudes.
Die Umsetzung der von Fritz Grebner vorgeschlagenen Maßnahmen mussten wegen Ausbruch des Ersten Weltkrieges und der dadurch bedingten Ressourcenknappheit zurückgestellt werden. Ein erneutes Gutachten vom 25. September 1940 kam zum Schluss, dass keine Sofortmaßnahmen notwendig wären. Daher setzte man die Innenausstattung der Kirche fort.

## Architektur
Die neugotische dreischiffige Basilika mit Querhaus, Turm und zwei Nebenchören ist ortsbildprägend. Sie ist in Kreuzform erbaut. Der Kirchturm befindet sich am nordöstlichen Ende des Langschiffes. Er erhebt sich in dreifach gegliederten Absätzen bis zu einer Höhe von 47 Metern. Vier Türmchen, verbunden durch vier Wimperge und der Turmhelm schließen den Turm ab. Die Rundfenster des Querhauses und die Fenster des Hochchores blieben bis heute im Original erhalten, während die Glasmalereien der Westfassade und des Hochschiffes dem Zweiten Weltkrieg zum Opfer fielen.
Die Hauptfassade gliedert sich wie der Turm in drei Teile. Im unteren Teil liegt das Hauptportal, flankiert von zwei Fenstern und zwei Nebenportalen. Im mittleren Teil befindet sich eine Fensterrose. Die Nord- und Südfassade des Querschiffes weisen gleichfalls die Dreifeldergliederung auf. Die mittleren Felder sind mit Fensterrosen versehen, die oberen Felder sind durch je ein Fenster gestaltet. Strebepfeiler und Strebebögen gliedern die Fassade und stützen die Wände.